# James H. Leuba
James Henry Leuba (9 aprile 1868 – 8 dicembre 1946) è stato uno psicologo statunitense.
Leuba è noto principalmente per i suoi contributi alla psicologia della religione. Anche suo figlio Clarence James Leuba era psicologo e ha insegnato all'Antioch College di Yellow Springs, nell'Ohio.

## Biografia
Leuba è nato a Neuchâtel, in Svizzera, e in seguito si è trasferito in America. Ha conseguito il dottorato di ricerca alla Clark University sotto la guida dello psicologo e pedagogista G. Stanley Hall .
Il suo lavoro è stato caratterizzato da una tendenza a spiegare il misticismo e altre esperienze religiose in termini psicologici. Filosoficamente, la sua posizione può essere descritta come naturalismo.
Il suo lavoro punta a ricercare somiglianze tra misticismo religioso e yoga, o misticismo indotto dalla droga. Vengono accettate differenze tra queste in termini di motivazione morale e di ciò per cui viene utilizzato il misticismo. Il suo studio psicologico sulla religione ha suscitato ferrea opposizione da parte degli uomini di chiesa.
Leuba sosteneva un trattamento naturalistico della religione, considerandolo necessario se la psicologia religiosa doveva essere esaminata scientificamente.
Leuba era ateo.

## Opere
- James H. Leuba, L'origine psicologica e la natura della religione, 1909.
- James H. Leuba, Lo studio psicologico della religione: origine, funzione e futuro, New York, Macmillan, 1912.
- James H. Leuba, La fede in Dio e l'immortalità, Boston, Sherman, 1916.
- James H. Leuba, La psicologia del misticismo religioso, Londra, Kegan Paul, Trench, Trubner And Company, 1925.
- James H. Leuba, Dio o l'uomo? Uno studio del valore di Dio per l'uomo, New York, Henry Holt and Company, 1933.